# Goodge Street Station
Goodge Street Station er en London Underground-station på Tottenham Court Road. Den er på Northern line mellem Tottenham Court Road og Warren Street og ligger i takstzone 1.

## Historie
Den blev åbnet den 22. juni 1907 som Tottenham Court Road, men skiftede til det nuværende navn den 3. september 1908, da der blev bygget en skiftestation mellem de tidligere separate Northern line- og Central line-stationer ved den nuværende Tottenham Court Road.
Den er en af de få Underground-stationer, der stadig er afhængige af elevatore frem for rulletrapper til at fragte passagerer til og fra gadeniveau. Ligeledes er det en af de få Underground-stationer med elevatorer, der benytter den oprindelige opsætning med separate ud- og indgangsområder.
Selvom stationen er meget travl i myldretiderne, er flowet meget ensrettet. Meget få personer går ind på stationen, når hovedparten forlader den og vice versa, og fire fulde elevatorer i den ene retning, returnerer ofte med kun meget få personer.

## Bunker
Goodge Street er en af otte London Underground-stationer, der har en bunker fra 2. verdenskrig nedenunder sig.
Fra slutningen af 1943 og til slutningen af 2. verdenskrig blev Goodge Street-bunkeren benyttet af SHAEF. Der var herfra den 6. juni 1944, at General Eisenhower, Supreme Allied Commander Europe, udsendte meddelelsen om invasionen af Frankrig. Bunkeren har to indgange – en på Chenies Street (på billedet nedenfor) og den anden på Tottenham Court Road ved siden af den amerikanske kirke.
Efter krigen fungerede bunkeren som et hostel, med plads til op til 8000 soldater.

## I populærkulturen
Den tidligere bunker var location for store dele af Doctor Who-serien The Web of Fear. I historien nævnes bunkerens tidligere anvendelse under 1. verdenskrig, og udgangen i Chenies Street.
Stationen er ramme for sangen "Sunny Goodge Street" fra Donovan-albummet Fairytale fra 1965.

## Galleri
- Nordgående perron, set mod syd.
- Sydgående perron, set mod nord.
- Rondel
- Indgang til Goodge Street-bunkeren